# 社会主义政治经济学 (上海版)
《社会主义政治经济学》是《社会主义政治经济学》编写小组（上海市委写作组及其所屬經濟組）编写的教材。
1972年写出“討論稿”、“征求意见稿”，1973年写出“未定稿”，1975年写出“未定稿第二版”，1976年9月写出“未定稿第二版讨论稿”，这五个版本都有发行。10月，未發行版被沒收。《学习与批判》杂志曾选载其中一章《社会主义生产中的相互关系》。 《政治经济学基础知识》的社会主义部分系《社会主义政治经济学》通俗版本。

## 批判
怀仁堂政变后，有人将《社会主义政治经济学》（1976年版）和南开大学经济系与南开大学经济研究所合编的《政治经济学（社会主义部分）》（修订本）称为四人帮的“帮书”。 或称其系统贩卖四人帮反动理论观点、宣扬“张春桥思想”、为篡党夺权制造反革命舆论等。 中国社会科学院经济研究所于1979年发表《“四人帮”对马克思主义政治经济学的篡改》及其修订本批判这本书。 被批判的主要论点有“社会主义生产关系的二重性”等。上海人民广播电台1978年2月13日起播送了批判《社会主义政治经济学》的专题节目，共有10讲。